# Edmond Émile Verlet-Hanus
Pour les articles homonymes, voir Verlet et Hanus.
Edmond Émile Verlet-Hanus, né à Toul le 21 mai 1874, et mort pour la France à l'hôpital de Gérardmer le 29 août 1914, est un officier français.

## Biographie
Élève de l'école spéciale militaire de Saint-Cyr à partir du 23 octobre 1893, Edmond Émile Verlet-Hanus devient caporal le 29 août 1894, sergent le 3 novembre 1894, sous-lieutenant du 1er régiment de tirailleurs algériens le 1er octobre 1895, lieutenant le 1er octobre 1897, promu capitaine du 163e régiment d'infanterie le 13 juillet 1902, il devient capitaine du 33e régiment d'infanterie le 9 décembre 1902, puis capitaine du 73e régiment d'infanterie le 1er février 1903, il est affecté au 4e régiment de tirailleurs tunisiens le 29 août 1907, capitaine du 52e régiment d'infanterie le 28 septembre 1910, il est enfin nommé chef de bataillon le 24 mars 1912.
Il est grièvement blessé lors de la bataille du col de Mandray en août 1914 et meurt de ses blessures à l’hôpital de Gérardmer le 29 août 1914.

## Distinctions
Edmond Émile Verlet-Hanus reçoit les insignes de chevalier de la Légion d'honneur le 14 octobre 1900 et est promu officier du même ordre le 20 novembre 1912.

## Hommages
- Une rue du 3e arrondissement de Lyon porte son nom ;
- Une ancienne caserne de Chambéry (quartier de Joppet) portait son nom et, à proximité immédiate, un rond-point porte son nom et rappelle sa mémoire ;
- Une rue du quartier du Guéliz à Marrakech portait son nom, puis fut rebaptisée avenue Mohamed-el-Beqal à la suite de l'indépendance du Maroc en 1956 ;
- Une stèle à sa mémoire est érigée sur le col de Mandray.

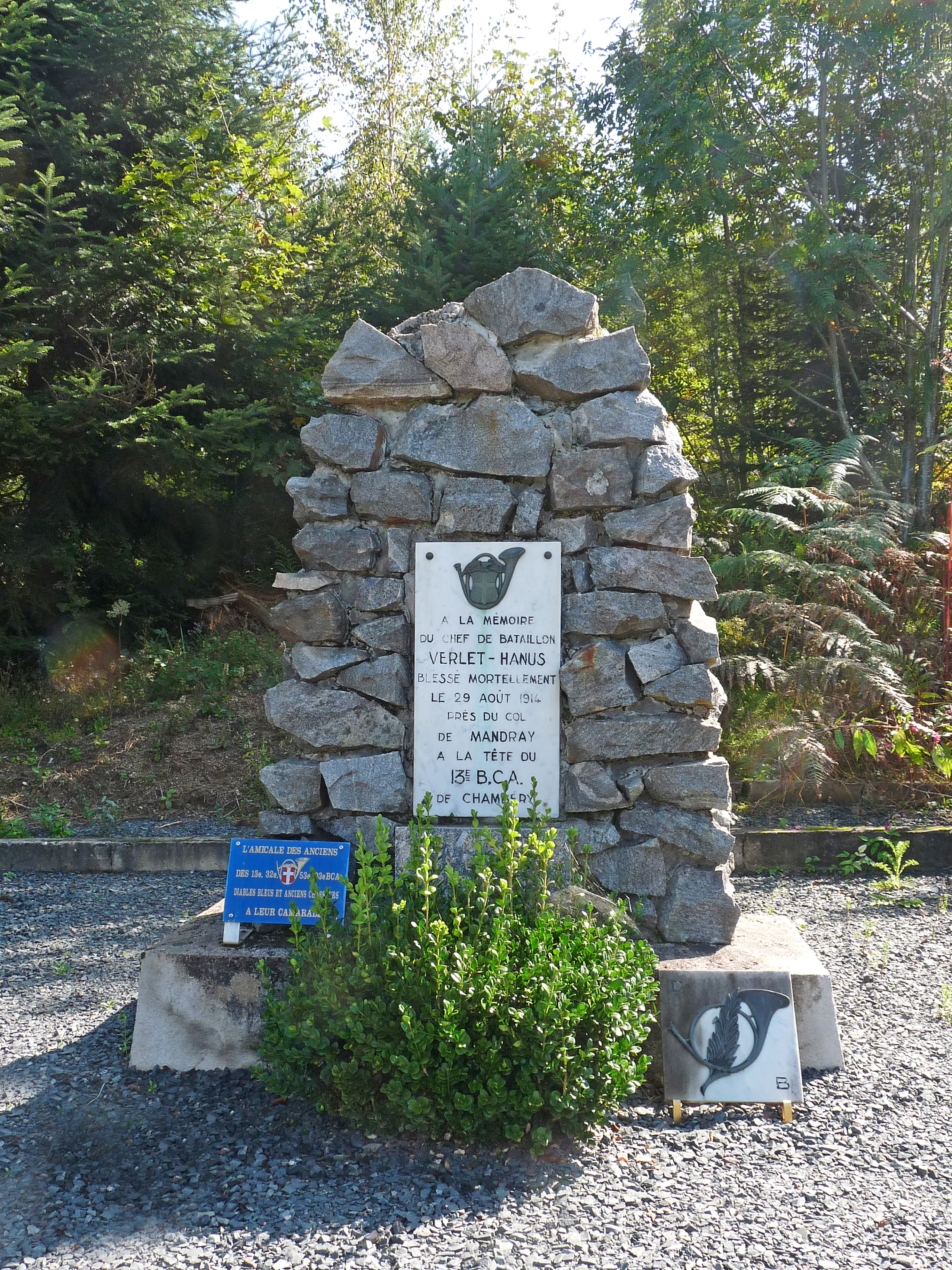
Stèle sur le col de Mandray.
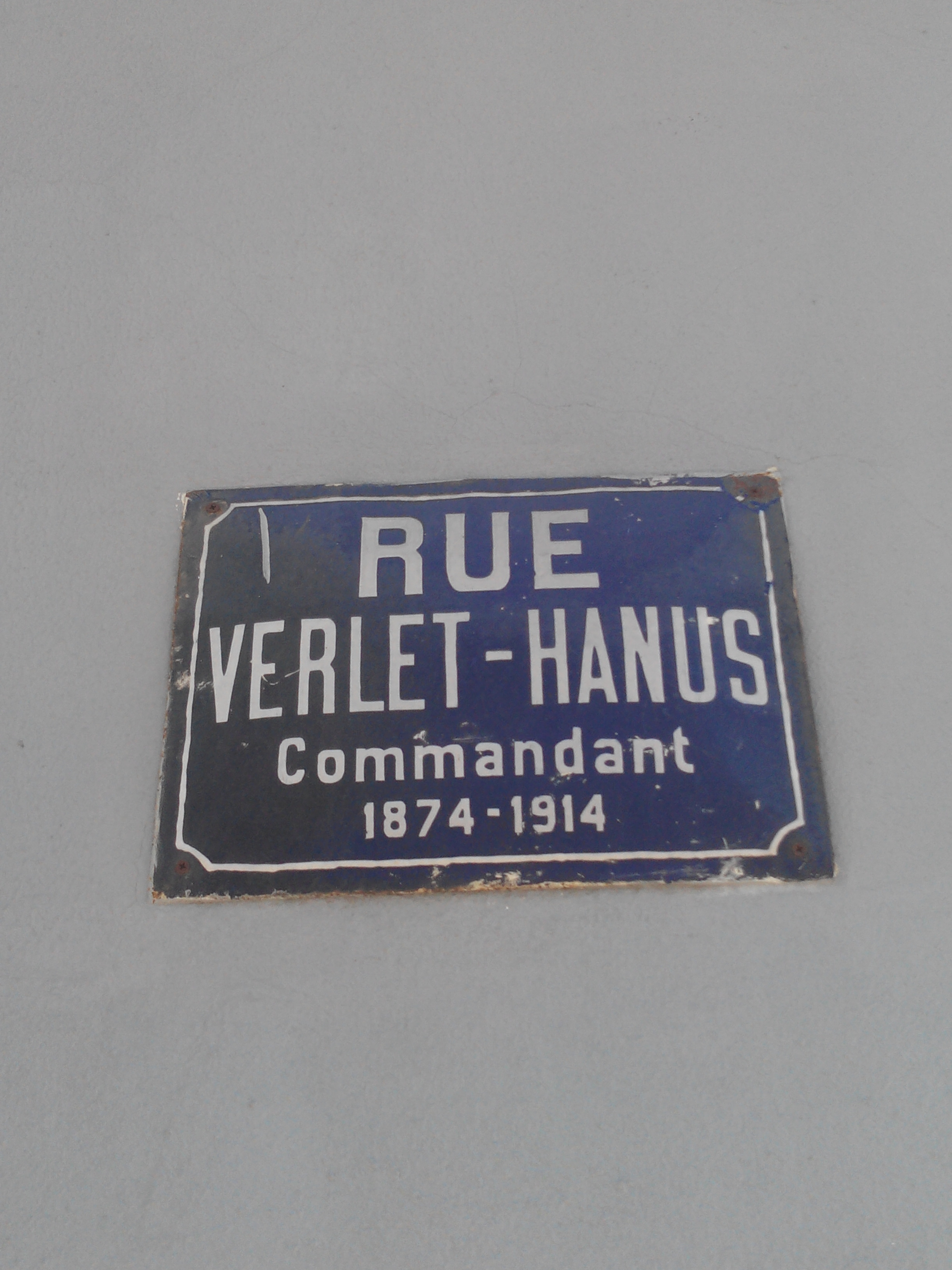
Plaque de rue à Lyon.